# Zapadna Franačka
Zapadna Franačka (lat. Francia Occidentalis) ili Kraljevstvo Zapadnih Franaka (lat. Regnum Francorum Occidentalium) odnosi se na zapadni dio Franačkog Carstva koje je uspostavio Karlo Veliki. Bila je preteča buduće Kraljevine Francuske i postojala je od 843. do 987. godine. Zapadna Franačka nastala je nakon podjele Karolinškog Carstva 843. godine prema Verdunskom ugovoru nakon smrti Ludviga Pobožnog.
Do 10. stoljeća autoritet zapadnofranačkih kraljeva bio je znatno smanjen. To je bilo u suprotnosti sa stalno rastućom moći njihovih vazala nad njihovim velikim i obično teritorijalno povezanim feudima.
Velik dio razdoblja obilježen je beskrajnim pohodima Vikinga i ratovima između Zapadnih Franaka i Nordijaca. To je naposljetku dovelo do uspostave Vojvodstva Normandije. Feud Normandija prvo je bio grofovija, a zatim vojvodstvo te, kao i drugi veliki feudi Zapadne Franačke, je postao uglavnom autonoman, s magnatima čak moćnijima od svojih vladara.
U Bretanji, Aragoniji i Kataloniji autoritet zapadnofranačkog kralja jedva se osjećao. Zapadnofranačke kraljeve birali su crkveni velikaši, a između 888. i 936. kandidata iz karolinške i robertijske dinastije, koji su naizmjenično birani za monarhe. U to je vrijeme moć kralja postala slabija i nominalnija, jer su vojvode i plemići postajali moćniji u svojim poluneovisnim regijama. Robertijanci su, nakon što su postali pariški grofovi i francuski vojvode, i sami postali kraljevi te nakon 987. godine uspostavili dinastiju Capet, koja se općenito definira kao postupni prijelaz prema Kraljevini Francuskoj.

## Povijest
Dioba se zbila 10. kolovoza 843. u ugovorom kojeg se sklopilo u Verdunu. Korijeni te podjele su sukobi među karolinškim nasljednicima koji su izbili za vladanja Ludovika Pobožnog (778. – 840.), a rezultirali trogodišnjim građanskim ratom 840. – 843. godine. Carstvo je podijeljeno na Zapadnu, Istočnu Franačku, te Italiju s Lotaringijom. Lotar je još dobio Niske Zemlje, Porajnje, Srednju Franačku, carski naslov te aachensku palaču. Konačni raspad je bilo smrću cara Karla Debelog 888. godine.
U građanskom je ratu Karlo Ćelavi se udružio s polubratom Ludvigom Njemačkim osporavajući nasljedstvo svom bratu Lotaru, nominalnom karolinškom caru Franaka i caru Rimljana (ovo je bio Karlov naslov, koji su poslije često uzimali carevi Svetog Rimskog Carstva od Otona nadalje).
Zapadna je Franačka se sastojala od ovih velikih lena: Akvitanije, Bretanje, Burgundije, Katalonije, Flandrije, Gaskonju, Gotske, Île-de-France te Tolose.
Prümski ugovor 855. bio je prvim preslaganjem carstva. Meerssenskim ugovorom 870. je podijeljeno središnje kraljevstvo Srednje Franačke odnosno središnja Frankonija je podijeljena između dviju strana, dok je podjela Frizije bila samo formalna, jer njome nisu vladali, nego Vikinzi. Završne preraspodjele bile su Ribemontskim ugovorom 880. godine.

## Vanjske poveznice
- Crohis - Srednja Europa za Karlovića  Arhivirana inačica izvorne stranice od 26. rujna 2010. (Wayback Machine)